# 友谊路 (哈尔滨)
友谊路是黑龙江省哈尔滨市道里区的一条马路，位于松花江南岸，全长4697米，宽45米。

## 历史

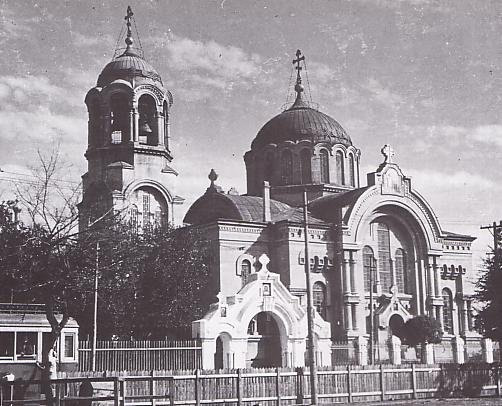
哈尔滨圣母领报教堂

该路开辟于1900年，因沙俄警察局设此而命名为警察街（俄语：Полицейская Улица）。1955年，因在此兴建中苏友谊宫而改称友谊路。1968年-1973年文革期间曾一度改称反修路。
这条街上原有一座大型东正教教堂，圣母领报教堂（Благовещенское подворье），在文化大革命期间被毁。
2000年3月19日，哈尔滨二环路全线开工，友谊路被整体规划为该环形快速路的一部分。2001年，改造完毕的友谊路和哈尔滨二环一同整体通车。